# Festival des 24 courts de la Sarthe
 (juin 2011).
Si vous disposez d'ouvrages ou d'articles de référence ou si vous connaissez des sites web de qualité traitant du thème abordé ici, merci de compléter l'article en donnant les références utiles à sa vérifiabilité et en les liant à la section « Notes et références ».
Le Festival des 24 Courts est un festival de cinéma organisé chaque année dans quatre salles du département de la Sarthe (au sud-ouest de Paris : Mulsanne, Le Mans, Bouloire, Arnage).
Il propose trois sélections : Ciné d'ici (films hors compétition réalisés en Sarthe), les « 24 Tout Courts » (films de moins de 5 minutes) et les « 24 Courts » (courts métrages de fiction de 5 à 30 minutes).

## Histoire du Festival
Le « Festival des 24 courts » a été créé en 2004. 
Le nom du festival est lié à l’histoire du département : 24 Heures du Mans... mais aussi au cinéma : 24 images par seconde... 
À l’origine l'objectif était de diffuser 24 courts métrages … dans une journée mais très rapidement cela s’est avéré impossible.
Dès la première année la manifestation a connu un succès auprès du public puis progressivement les auteurs, producteurs…ont envoyé de plus en plus de films. Ainsi, de quelques dizaines de films reçus la première année, les organisateurs reçoivent chaque année plus de 1000 courts métrages.
En 2007 un deuxième lieu de diffusion, et donc une deuxième journée, viennent s’ajouter au Festival. Un concours de scénarios est créé. La salle Epidaure, à Bouloire, accueille la lecture de scénario, la rencontre avec le Président du jury et le Festival-off.
En 2010  le Festival se développe encore avec un troisième jour et un troisième lieu : Les Cinéastes au Mans. Une sélection de films d’animation est proposée à un jury de professionnels et à un jury de la Maison d’Arrêt Les Croisettes.
Enfin en 2012 les organisateurs créent  Les 24 Tout Courts . Ce  Festival dans le Festival  s’appuie sur le savoir-faire de l’équipe des 24 Courts afin de valoriser la production et le travail des auteurs de courts métrages de moins de cinq minutes. 
L’Association Au Film des Mots coordonne et organise le Festival des  24 Courts  et des  24 Tout Courts.

## Les 24 Tout Courts
En 2012, le festival des 24 Tout Courts propose des courts métrages internationaux de moins de 5 minutes.
Cette sélection de films de moins de 5 minutes (tous genres confondus) est diffusée dans chacune des salles. Le palmarès et les prix des 24 Tout Courts sont  annoncés en même temps que le palmarès du jury du Festival des 24 courts (vers 17h30 le dimanche).

## Les Présidents, les rencontres
Chaque année les organisateurs souhaitent proposer des rencontres entre collégiens, lycéens, public… et des personnalités du cinéma et/ou du paysage audiovisuel français.
Philippe Nahon était le Président du Jury 2011. Il a présenté en compagnie du réalisateur Vincent Playdi  le court métrage Vivre jusqu’au bout. 
Après Pierre Deny en 2009, Michel Crémadès en 2010, les organisateurs laissent une place de plus en plus importante à ces moments privilégiés d’échanges.

## Les grands Prix du Festival des 24 Courts
Le principal prix du festival est le Grand Prix des 24 courts, toutefois chaque année des prix d’interprétation, du public, des coups de cœur … sont attribués.
| ANNEES | TITRES                              | AUTEURS                 | PAYS                   |
| ------ | ----------------------------------- | ----------------------- | ---------------------- |
| 2004   | Suivez-moi nulle part pour toujours | Julien Eger             | Drapeau de la France   |
| 2005   | Entre Parenthèses                   | Ghislain de Vaulx       | Drapeau de la France   |
| 2006   | Something Else                      | Domitien Chen           | Drapeau du Royaume-Uni |
| 2007   | Fils de justicier                   | Nathalie Saugeon        | Drapeau de la France   |
| 2008   | Same player Shoot again             | Jean Berthier           | Drapeau de la France   |
| 2009   | Les doigts de pied                  | Laurent Denis           | Drapeau de la Belgique |
| 2010   | Pour quelques minutes de plus       | Mathieu-David Cournot   | Drapeau de la France   |
| 2011   | Tabu                                | V. Cohen et JJ Collette | Drapeau de la Belgique |

## Le Prix du scénario
Chaque année un jury de trois personnes lit des scénarios dont le film a été envoyé au festival. Le prix est donc attribué à partir du scénario écrit de l’auteur. L’objectif étant de valoriser le travail des scénaristes et des auteurs et de le faire connaître auprès du public, des jeunes auteurs et des futurs auteurs (collégiens, lycéens…).
Le scénario retenu est lu pendant le festival par les comédiens des Scoubidous de Challes puis le film est diffusé en présence de l’auteur. Cette séance a permis notamment de récompenser Pierre Pinaud pour le scénario Les Miettes. Pierre Pinaud a ensuite obtenu en 2009 le César du meilleur court métrage.
| ANNEES | TITRES                                     | AUTEURS           |
| ------ | ------------------------------------------ | ----------------- |
| 2007   | Après les poules                           | Karine Blanc      |
| 2008   | La dernière fois qu’on a fait connaissance | Daniel Metge      |
| 2009   | Les miettes                                | Pierre Pinaud     |
| 2010   | Le petit Marin                             | Stéphanie Vasseur |
| 2011   | Les ventres vides                          | Julien Guetta     |

## Le Prix du Jury Jeunes
Chaque année un jury composé des élèves des lycées des environs attribut un prix du meilleur film. 
| ANNEES | TITRES                      | AUTEURS         |
| ------ | --------------------------- | --------------- |
| 2007   | Le Bourreau des innocents   | Farid Dms Debah |
| 2008   | Le gigot                    | Thomas Ruat     |
| 2009   | Tout est bon dans le cochon | Emma Perret     |